# Uranothyris pterotarsa
Uranothyris pterotarsa is een vlinder uit de familie wespvlinders (Sesiidae), onderfamilie Sesiinae.
Uranothyris pterotarsa is voor het eerst wetenschappelijk beschreven door Meyrick in 1933. De soort komt voor in het Afrotropisch gebied.